# Come dire...
Come dire ... è un film del 1983 diretto da Gianluca Fumagalli.

## Trama
Carlina rienta a Milano dagli Stati Uniti d'America e ritrova un vecchio amico con il quale inizierà una storia sentimentale.